# Basílica de Santa Rosa (Barquisimeto)
La iglesia de Santa Rosa de Lima es un templo católico ubicado en el pueblo de Santa Rosa del Cerrito, al este de Barquisimeto. Esta iglesia es muy concurrida por el hecho de ser el santuario de la Divina Pastora (Barquisimeto), una de las advocaciones marianas más seguidas de Venezuela y América Latina, más cuando es 14 de enero, día de dicha virgen donde una gran procesión parte de allí para emprender rumbo a la Catedral de Barquisimeto donde se calculan unas 3 millones de personas caminando 7.5 kilómetros en su recorrido, esta iglesia fue construida con la misión de evangelizar al caserío de Santa Rosa hacia el siglo XVII y fue destruida en el terremoto del año 1812 donde, por leyenda popular, el lugar donde estaba la Divina Pastora quedó intacto.
Personas de toda Venezuela vienen a esta iglesia para pedirle oraciones a esta advocación, que después del 14 de enero, visita todas las parroquias de Barquisimeto, regresando 3 meses después, en la víspera de Domingo de Ramos.